# Soquete 495

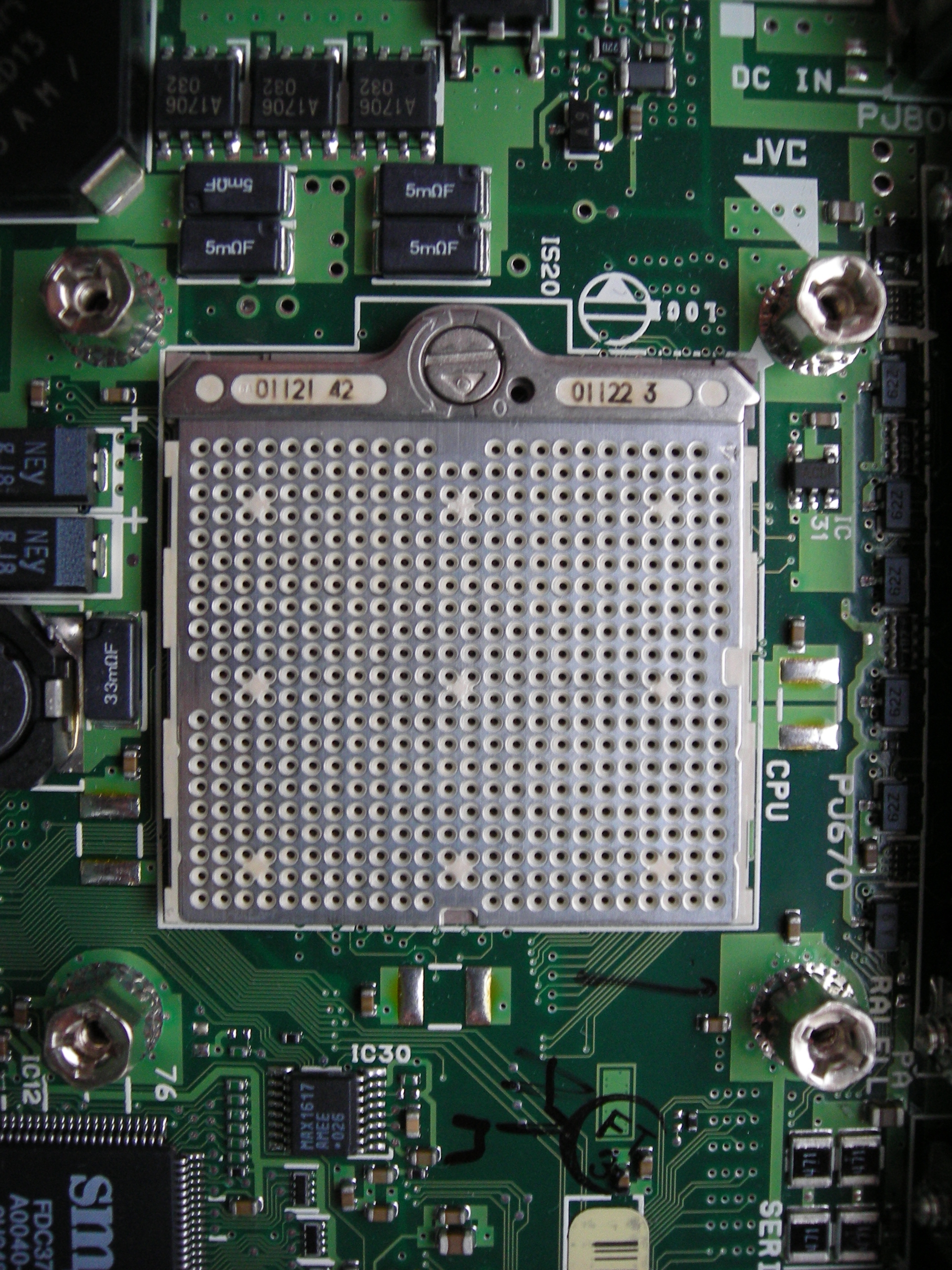
Exemplo do soquete PGA.

O Soquete 495, também conhecido como µPGA2, é um soquete compatível com o Intel Pentium III e processadores móveis Celeron. Este soquete possui 495 entradas para pinos e funciona em uma voltagem que varia de 1,6 até 1,7 V. É o substituto do Soquete 615, usado na linha Pentium II e processadores móveis mais antigos, e já equipou consoles Xbox no formato BGA.[carece de fontes?]